# The Mayor
Pour le film, voir The Mayor (film).
The Mayor est une sitcom américaine en 13 épisodes de 22 minutes, créée par Jeremy Bronson dont neuf épisodes ont été diffusés entre le 3 octobre 2017 et le 12 décembre 2017 sur le réseau ABC puis les épisodes restant sur le service de vidéo à la demande Hulu entre le 9 janvier 2018 et le 25 janvier 2018. Au Canada, elle était diffusée le samedi suivant sur le réseau CTV.
La série est inédite dans tous les pays francophones.

## Synopsis
Courtney Rose, un chanteur de hip-hop sans grand succès, se porte candidat au poste de maire de sa ville natale en Californie, Fort Grey, afin de promouvoir sa carrière musicale. Les vrais problèmes commencent lorsque, de façon inattendue, il remporte l'élection.

## Distribution

### Acteurs principaux
- Brandon Micheal Hall : Courtney Rose, rappeur et nouveau maire de Fort Grey, en Californie.
- Lea Michele : Valentina « Val » Barella, ancienne camarade de classe de chef de cabinet.
- Bernard David Jones, Jermaine Leforge, meilleur ami de Courtney et directeur de la communication de la ville de Fort Grey.
- Marcel Spears : T. K. Clifton, meilleur ami de Courtney et directeur des services rendus à la population de Fort Grey.
- Yvette Nicole Brown : Dina Rose, mère de Courtney et employée des postes.

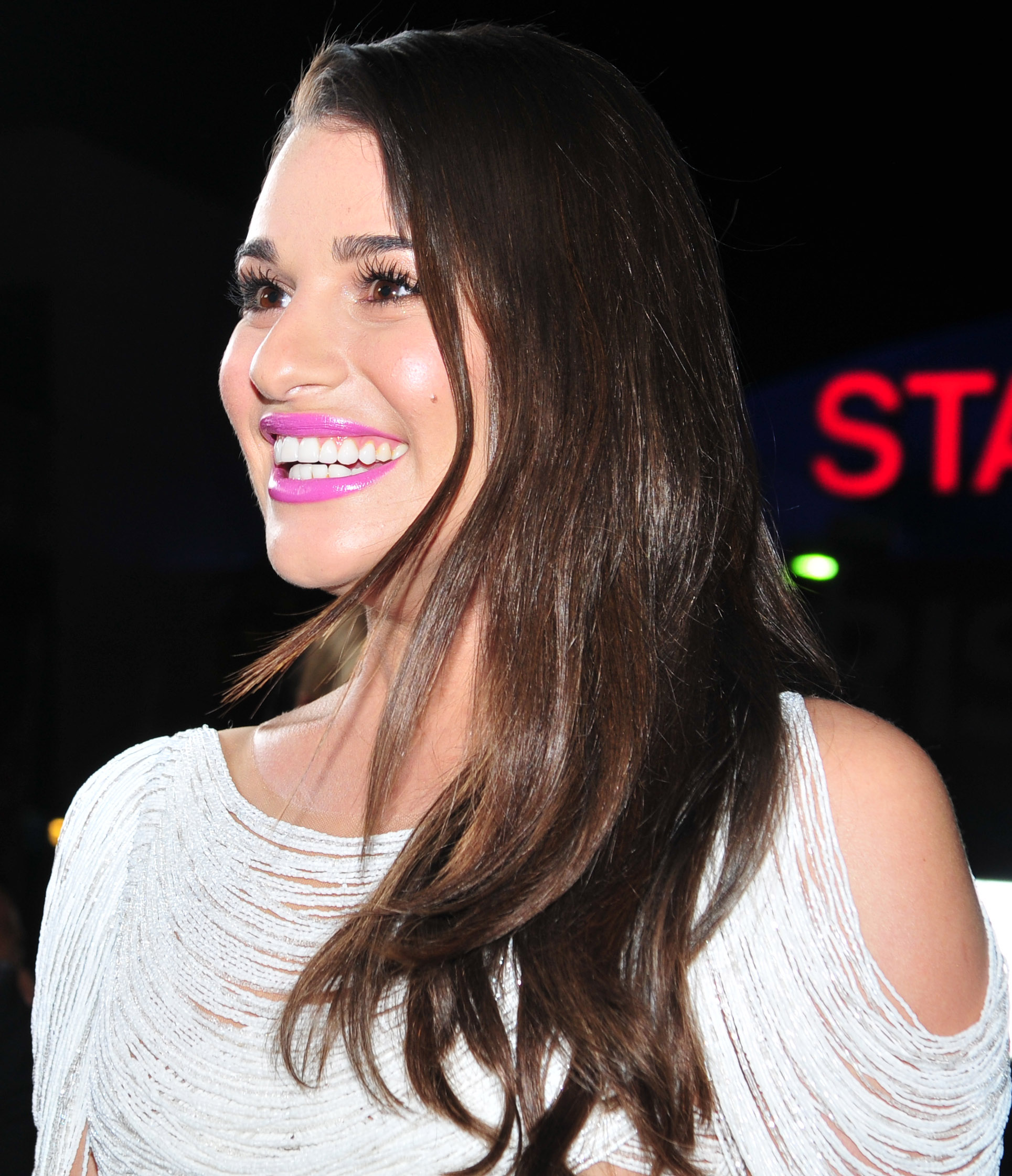
Lea Michele interprète Val Barella.
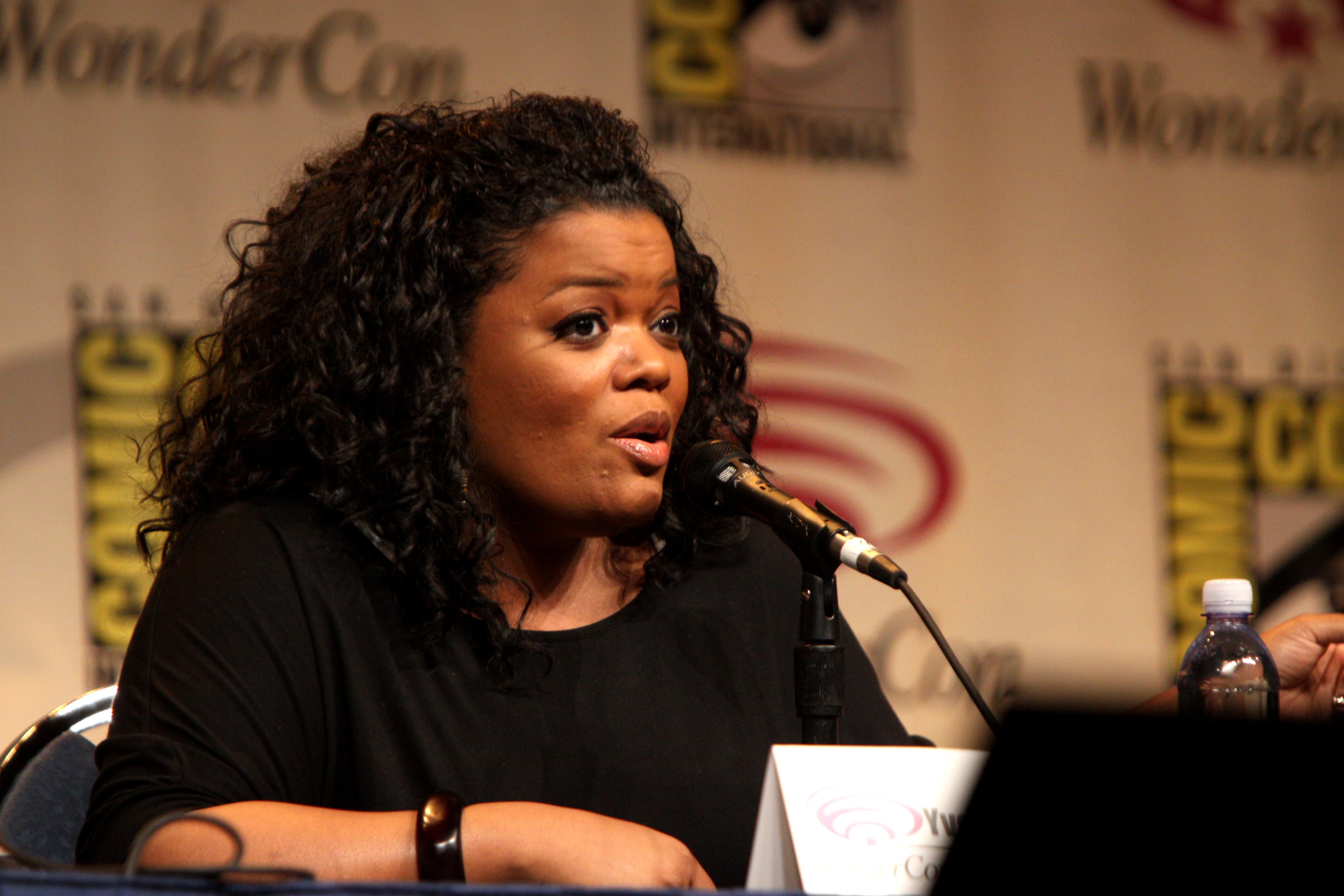
Yvette Nicole Brown interprète Dina Rose.

### Acteurs récurrents
- Jillian Armenante : Kitty Cavanaugh
- David Spade : Ed Gunt

### Acteurs invités
- Daveed Diggs : Mac Etcetera
- Larry Joe Campbell : Dick
- Larry Wilmore : Vern Corker
- Anabel Munoz : Gabby Montoya
- Arsenio Hall : révérend Ocho Okoye[4]
- Kristen Johnston : le chef de la police Fox

## Production
Le 4 janvier 2018, ABC annonce l'annulation de la série et retire les épisodes restant, dont le retour était prévu le 9 janvier, de sa grille. Néanmoins, les épisodes restant ont été diffusés sur le service de vidéo à la demande Hulu à partir du 9 janvier 2018 au rythme de un épisode par semaine.

## Épisodes
1. Pilot
2. The Filibuster
3. Buyer's Remorse
4. City Hall-oween
5. The Strike
6. Will You Accept this Rose?
7. Here Comes the Governor
8. Monuments Man
9. Grey Christmas
10. Mama Rose Best
11. The Lockdown
12. The Pitch
13. Death of a Councilman

## Réception critique
| Saison | Saison | Critique            | Critique              |
| Saison | Saison | Rotten Tomatoes     | Metacritic            |
| ------ | ------ | ------------------- | --------------------- |
|        | 1      | 83 % (29 critiques) | 72/100 (19 critiques) |